# Người bướm
Người bướm (tiếng Anh: Mothman) theo đồn đại là một sinh vật lạ, có đầu bướm, mắt đỏ rực, hai cánh dài giống của đại bàng. Điều kì lạ là nó không cần vẫy cánh mà vẫn bay được. Loài vật này thường cảnh báo tai họa cho con người. Có nhiều trường hợp loài chim này xuất hiện nhiều ở các nơi như động đất, sóng thần, tai họa lớn... và nó là nhà tiên tri của thế giới vì nếu nó bay ở đâu thì sẽ có tai họa ngay lập tức.

## Tường trình
Ngày 12 tháng 11 năm 1966, Mothman được nhìn thấy lần đầu tiên bởi năm người nông dân khi họ đang đào huyệt cho đám tang. Lần thứ hai Mothman xuất hiện ở West Virginia vào ngày 14 tháng 11 năm 1966, khi ông Newell Partridge đang xem TV thì con chó của ông bỗng tru lên những hồi dài. Ông ra ngoài bất chợt gặp một sinh vật mắt đỏ, quá sợ hãi, ông liền chạy vào nhà lấy súng nhưng không đủ can đảm. Sáng hôm sau, con chó của ông biến mất, ông nghĩ chắc là Mothman bắt nó. Một ngày khác,một đôi vợ chồng đi thăm bạn đã bắt gặp Mothman. Ngay sau đó,vợ chồng họ quay trở lại cùng cảnh sát nhưng tất cả đã biến mất mà chả để lại một dấu vết gì.
Đêm ngày 16 tháng 11 năm 1966,bà Mercella Bennett bỗng nhìn thấy một luồng ánh sáng đỏ kỳ lạ xuất hiện, đó là Mothman. Quá sợ hãi, bà liền ôm đứa con 2 tuổi của mình chạy sang nhà hàng xóm. Ngay sau đó họ nghe thấy tiếng rít và ánh mắt đỏ ngầu của Mothman quét qua cửa sổ phòng khách. Ngày 27 tháng 11 năm 1966, Connie Carpenter đang trên đường từ nhà thờ về nhà thì bắt gặp Mothman đuổi theo. Nó cụp đôi cánh lại và lao theo chiếc xe của cô gái này, nhưng chỉ trong giây phút thì đổi hướng.
Loài vật này được biết đến nhiều nhất với vụ sập cầu ở Pleasaht làm 46 người chết,9 người bị thương. Trước đó, loài vật này đã đậu ở đó nhiều lần khiến nhiều người phải nói với chính quyền địa phương. Ở Nhật những công nhân nhà máy điện hạt nhân Fukushima đã thấy nó trước khi có sự cố ở nhà máy năm 2011. Ở Mexico trước khi phát một dịch tả và nó cũng đã xuất hiện. Có nhiều người nghĩ nó là cú to, người ngoài hành tinh, hay đơn giản chỉ là trò lừa bịp.